# Rhynchostegium duthiei
Rhynchostegium duthiei är en bladmossart som beskrevs av C. Müller och Hugh Neville Dixon 1937. Rhynchostegium duthiei ingår i släktet näbbmossor, och familjen Brachytheciaceae. Inga underarter finns listade i Catalogue of Life.